# كيت فورد
كيت فورد (بالإنجليزية: Kate Ford)‏ هي ممثلة بريطانية، ولدت في 29 ديسمبر 1976 في سالفورد في المملكة المتحدة.

## وصلات خارجية
- كيت فورد على موقع IMDb (الإنجليزية)
- كيت فورد على موقع أول موفي (الإنجليزية)
- كيت فورد على موقع قاعدة بيانات الفيلم (الإنجليزية)
- كيت فورد على موقع كينوبويسك (الروسية)